# Pamela Tudor
Pamela Tudor est une actrice de cinéma italienne, active surtout entre 1964 et 1978.

## Biographie
Elle apparaît comme danseuse à la télévision italienne dans l'émission Sveglia ragazzi! de Marcello Marchesi, dès 1964. Elle vient du groupe de danseuses de l'autrichienne Gisa Geert (it)

## Filmographie
- 1964 : Biblioteca di Studio Uno, mini-série télévisée d'Antonello Falqui : Vendramin Fiammetta
- 1965 : Le Trésor de la Forêt-Noire[3] (Il tesoro della foresta pietrificata) d'Emimmo Salvi : Brunhilde
- 1965 : La Frontière de la haine (Rebeldes en Canadá)[4] d'Amando de Ossorio : SwaMuia, compagne de Linoux
- 1965 : Le Trésor de l'Atlas (I predoni del Sahara) de Guido Malatesta : Dorothy Flatters
- 1966 : Cent mille dollars pour Lassiter (100.000 dollars per Lassiter) de Joaquín Luis Romero Marchent[5] : Sarah
- 1966 : Jerry Land, chasseur d'espions (Anónima de asesinos) de Juan de Orduña : Yasmine[6]
- 1966 : Mission Apocalypse (Missione Apocalisse)[7] de Guido Malatesta : Dorine Mansfield
- 1966 : Il vostro superagente Flit de Mariano Laurenti[8] : épouse de Smirnoff
- 1967 : On ne meurt qu'une fois (Si muore solo una volta) de Giancarlo Romitelli : Ingrid
- 1967 : Quand l'heure de la vengeance sonnera (La morte non conta i dollari) de Riccardo Freda : Lisabeth
- 1967 : Quand les vautours attaquent (Il tempo degli avvoltoi) de Nando Cicero[9] : Steffy Mendoza
- 1967 : Un colpo da re d'Angelo Dorigo : Lauren[10]
- 1967 : L'Homme qui venait pour tuer (Un Hombre vino a matar) de León Klimovsky[11]
- 1968 : Baroud à la Jamaïque[12] (Llaman de Jamaica, Mr. Ward) de Julio Salvador : Liz Taylor[13],[14]
- 1968 : Caccia ai violenti, de Nino Scolaro[15]
- 1968 : Adios Caballero (Uno dopo l'altro) de Nick Nostro[16] : Sabine
- 1968 : Commando suicide (Commando suicida) de Camillo Bazzoni : épouse de Calleya[17]
- 1969 : Les Sept Bérets rouges : Sergent Mary Wooder (sous le pseudo de Priscilla Drake)
- 1969 : Trente-Six Heures en enfer (Trenta sei ore all'inferno) de Roberto Bianchi Montero : Ingrid Nilsson
- 1969 : Dans l'enfer des sables (Uccidete Rommel ! d'Alfonso Brescia : Marjorie Howell
- 1970 : Sartana dans la vallée des vautours (Sartana nella valle degli avvoltoi) de Roberto Mauri : Esther
- 1971 : Notre héros retrouvera-t-il le plus gros diamant du monde ? (Riuscirà il nostro eroe a ritrovare il più grande diamante del mondo?) de Guido Malatesta : Gladis
- 1978 : Inspecteur Bulldozer (Piedone l'africano) de Steno : (non créditée)

## Sources
1. ↑  « sabato 28 novembre, primo TV », L'Unità,‎ 23 novembre 1964, p. 4 (lire en ligne, consulté le 5 décembre 2022)
2. ↑  (it) « « Sveglia Ragazzi! » nuovo grido di battaglia di Marcello Marchesi », Radiocorriere, no 47,‎ 1964, p. 1 (lire en ligne, consulté le 5 décembre 2022)
3. ↑  « Le trésor de la Forêt-Noire », sur encyclocine.com (consulté le 5 décembre 2022)
4. ↑  (en) David F. Matuszak, The Cowboy's Trail Guide to Westerns, Redlands, CA, Pacific Sunset Publishing, 1998 (lire en ligne), p. 363
5. ↑   (en) David F. Matuszak, The Cowboy's Trail Guide to Westerns, Redlands, CA, Pacific Sunset Publishing, 1998 (lire en ligne), p. 173
6. ↑  (es) Luis Gasca, Un siglo de cine español, Barcelone, Planeta, 1998 (lire en ligne), p. 38
7. ↑  Lluis Benejam Buhigas, Catálogo de cine español 1968 (lire en ligne), p. 42
8. ↑  (it) « Oggi una 'prima' travolgente : Il vostro super agente Flit », Stampa Sera, vol. 98, no 233,‎ 14 octobre 1966, p. 9 (lire en ligne, consulté le 5 décembre 2022)
9. ↑  (en) Erik Sulev, « Femi Benussi », European Trash Cinema, vol. 2, no 9,‎ 1993, p. 38 (lire en ligne, consulté le 5 décembre 2022)
10. ↑  (es) Luis Gasca, Un siglo de cine español, Barcelone, Planeta, 1998 (lire en ligne), p. 237
11. ↑  (es) Luis Gasca, Un siglo de cine español, Barcelone, Planeta, 1998 (lire en ligne), p. 264
12. ↑  « Baroud à la Jamaïque », sur encyclocine.com (consulté le 5 décembre 2022)
13. ↑  (es) « La muerte vuela a Jamaica », El Tony, vol. 22, no 358,‎ 27 mai 1975, p. 3 (lire en ligne, consulté le 5 décembre 2022)
14. ↑  (es) Luis Gasca, Un siglo de cine español, Barcelone, Planeta, 1998 (lire en ligne), p. 297
15. ↑  (es) Luis Gasca, Un siglo de cine español, Barcelone, Planeta, 1998 (lire en ligne), p. 433
16. ↑   (en) David F. Matuszak, The Cowboy's Trail Guide to Westerns, Redlands, CA, Pacific Sunset Publishing, 1998 (lire en ligne), p. 326
17. ↑  (es) Luis Gasca, Un siglo de cine español, Barcelone, Planeta, 1998 (lire en ligne), p. 118